# 松野觉

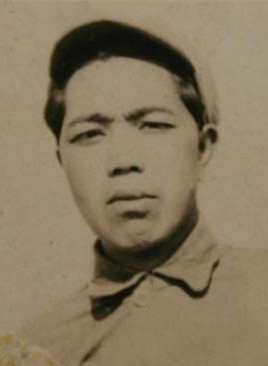
穿着新四军军服的松野觉

松野觉（1918年—1944年3月5日），日本广岛县人，1940年1月随侵华日军丸山旅团到中国作战，1941年被俘后参加新四军，后任日本人反战同盟苏中支部宣传委员，1944年3月5日牺牲于车桥战役。

## 生平
1918年，松野觉生于日本广岛，1940年1月被征入侵华日军丸山旅团到中国作战。1941年12月8日，松野觉在江苏如东县双灰山战斗中被新四军1师3旅8团俘虏。被俘之初，松野觉态度曾十分坚决，但和新四军部队共同生活几个月后，思想发生转变，逐步认识到日本帝国主义发动战争不仅给中国人民带来灾难，也给日本人民带来痛苦，认清了侵华战争的罪恶，特地退还了发放给他的特殊津贴，并要求加入新四军。鉴于松野觉的表现，他参加新四军的要求得到了批准。1942年秋，日本人反战同盟成立苏中支部，松野觉当选为支部宣传委员。1943年秋，日本人民解放联盟苏中支部在苏北成立，松野觉等7位反战同盟成员宣誓加入共产党。
1944年，新四军对日伪展开军事攻势，反战同盟积极配合进行反战宣传，松野觉多次到前线散发传单、劝说日本士兵。3月，新四军第1师发起车桥战役，松野觉等人随队参战。战斗打响后，他紧跟突击队后向日军喊话。3月5日凌晨，日军已只剩下最后一座堡垒未被击破，面对松野觉的喊话，堡垒中的日本兵并未停止射击，松野觉拿枪参加了战斗。在命中两名日本士兵后，松野觉被敌人打中头部，当场牺牲，时年仅26岁。

## 纪念
松野觉牺牲后，新四军专门为他召开了追悼会，《苏中报》出专刊对他在抗日战争中作出的贡献给予了高度评价。时任新四军第一师副师长叶飞赞扬说：“松野觉的战场喊话是真理的声音，震撼了那些远离故国的日本士兵的心弦。”1944年3月25日至5月20日，《解放日报》多次介绍松野觉烈士的事迹。6月22日，时任中共中央军委参谋长叶剑英面对中外记者参观团高度赞扬松野觉的国际主义精神。
中华人民共和国民政部于2015年8月24日公布第二批《著名抗日英烈和英雄群体名录》，松野觉的名字被收录其中。